# BMP
 For alternative betydninger, se BMP (flertydig). (Se også artikler, som begynder med BMP)
BMP står for BitMap Picture, og er et lagringsformat for digitale billeder. 
Et digitalt billede kan betragtes som et fintmasket "net" af rækker og kolonner (kaldes også et rasterbillede). Hvert enkelt element i en given række og given kolonne, der har sin egen farve, kaldes normalt en pixel (dansk: billedpunkt).
BMP-formatet er et af de ældste formater for lagring af billedfiler beregnet til visning af rasterbilleder på en computerskærm, og har traditionelt været tilknyttet operativsystemerne Windows og OS2. Tegne- og maleprogrammet Paintbrush (nu Paint), der har fulgt med som tilbehør til samtlige Windows-versioner, har fra starten haft dette billedfilformat som sin faste standard. 
I computer grafik feltet findes bitmap som en mere præcis konceptbetegnelse for transskriberingen af et eller andet (ex. en talværdi) til binær præsentation.
Når domænet, eller idiomet, er et rektangel kan man så transskribere pixelværdier som enten 0 eller 1 - typisk fortolket som sort/hvid.

I 1980'erne var en professionel desktopcomputer ensbetydende med et system med en 15" skærm og en farvedybde på 2 ved en skærmopløsning på 640 x 480 pixels, så den gang gav det mening.

## Populært engang, men nu relativt forældet
BMP-formatet var et populært format inden internettets udbredelse i begyndelsen af 1990'erne, men filerne kunne – i alt fald til at begynde med – ikke umiddelbart vises via internettet. Da internettet begyndte for alvor at blive udbredt, tabte BMP-formatet terræn til fordel for konkurrenterne, især GIF-formatet og JPG-formatet, der begge var velegnede til visning via internettet og ikke fyldte nær så meget. 
Formatet adskiller først og fremmest fra mere moderne alternativer ved at være ukomprimæret og dermed optage mere lagerplads samt forårsage mere og langsommere datatrafik ved distribution over et netværk.
F.eks. fylder et billede på 640x480 punkter og en farvedybde på 16 bit i alt 307.200 punkter – som ganget med 16 bit eller 2 tegn giver en størrelse på ca. 600 KB.
Problemet kan tackles, ved at man komprimerer eller "pakker" ét eller evt. flere billeder samtidigt, der oprindeligt foreligger som BMP-filer ved hjælp af et eksternt komprimeringsværktøj. Særlig stor pladsbesparelse opnår man for billeder med relativt få fine detaljer detaljer, store jævne farveflader og et begrænset farvespænd. Når man siden skal bruge billederne anvendes et tilsvarende værktøj til at dekomprimere eller "udpakke" den komprimerede fil ("zip-filen"), idet pakkede filer (ofte med typebetegnelsen ".zip") ikke umiddelbart kan bruges til noget.
Samtlige nyere billedbehandlingsprogrammer på markedet kan fortsat problemfrit håndtere BMP-filer, der kan kendes på enten at have typebetegnelsen .bmp eller typebetegnelse .dib (Device Independant Bitmap). Det er hurtigt og nemt at bruge formatet, og det bruges stadig i en vis udstrækning til småjobs såsom f.eks. skabelse af ikoner og som et midlertidigt format til at gemme billeder i, der er under udarbejdelse. Fordelen ved dette frem for at gemme i JPG-formatet er, at eftersom BMP-formatet er ukomprimeret, så er det også tabsfrit ved successiv hentning og gemning. Der går ikke i den forbindelse nogen billedinformation tabt.
I dag, hvor PNG-formatet er kommet til, må man sige, at der ikke er ret meget, der taler for fortsat at bruge BMP-formatet, undtagen i forbindelse med redigering af ældre billeder, der oprindeligt er lagret som BMP-filer. OpenGL bruger et billedformat til teksturer der minder om BMP-formatet.
| Oversigt over mulige farvedybder for BMP-filer | Oversigt over mulige farvedybder for BMP-filer | Oversigt over mulige farvedybder for BMP-filer                                                     | Oversigt over mulige farvedybder for BMP-filer |
| Farvedybde                                     | Bits/pixel                                     | Kapacitet                                                                                          | Gennemsigtighed                                |
| ---------------------------------------------- | ---------------------------------------------- | -------------------------------------------------------------------------------------------------- | ---------------------------------------------- |
| 2                                              | 1 bit                                          | kan vise monokrome billeder ud fra en indekseret palet med 2 forskellige farver (typisk sort/hvid) | nej                                            |
| 16                                             | 4 bits                                         | kan vise farvede billeder eller gråskalabilleder ud fra en palet med 16 forskellige farver         | nej                                            |
| 256                                            | 8 bits                                         | kan vise farvede billeder eller gråskalabilleder ud fra en palet med 256 forskellige farver        | nej                                            |
| 64K                                            | 16 bits                                        | kan vise farvede billeder eller ud fra en palet med 64K forskellige farver                         | nej                                            |
| 16,7 mio.                                      | 24 bits                                        | kan vise billeder i fotoreakistisk kvalitet                                                        | nej                                            |
| 16,7 mio.                                      | 32 bits                                        | kan vise billeder i fotorealistisk kvalitet                                                        | ja                                             |

Ofte anbefaledes det tidligere at benytte Windows' standardpaletter ved de lave farvedybder, for at sikre, at datidens VGA-computerskærme med et maksimalt antal mulige farver på 256 kunne vise billederne ordentligt. Dette problem eksisterer i praksis ikke længere, idet stort set alle computere og øvrige apparater med datadisplay i dag problemfrit kan vise billeder i maksimal farvedybde (True color).